# Lisa Cohen
Lisa Cohen (* in Saint Paul, Minnesota) ist eine US-amerikanische Schauspielerin.
Sie stammt aus einer politisch engagierten Familie; ihre Eltern und sie selbst waren beispielsweise in der Friedensbewegung aktiv. Bereits in der Highschool belegte Cohen Modern-Dance-Kurse und wirkte als Autorin und Schauspielerin in einer feministischen Theatergruppe mit. Nach ihrem Schulabschluss absolvierte sie am kalifornischen Campus der American Academy of Dramatic Arts in Pasadena eine professionelle Schauspielausbildung.
Vorwiegend arbeitet Cohen als Theaterschauspielerin an verschiedenen Bühnen im Großraum Los Angeles. Sie trat aber auch in einigen Fernseh-, Spielfilm- und Werbeproduktionen in Erscheinung. 

## Filmografie
Spielfilme
- 1998: Goodbye Lover
- 2001: K-PAX – Alles ist möglich
- 2005: The Gingerdead Man
- 2009: Der rosarote Panther 2
- 2013: Her
- 2020: The Prom

Fernsehfilme und -serien
- 1989: Living Dolls

- Beauty and the Beat (1.12)

- 1991–1992: Wer ist hier der Boss?

- Mister Angela Bower (8.6)
- Termine, Termine (8.14)

- 2004: You’ve Got a Friend